# Boulzane
Boulzane – rzeka we Francji, przepływająca w przez tereny departamentów Pireneje Wschodnie i Aude. Jest prawym dopływem Agly. Ma 33,9 km długości. 

## Geografia
Rzeka ma swoje źródła na wschodnich stokach szczytu Pic Dourmidou (1843 m n.p.m.), w gminie Montfort-sur-Boulzane, w departamencie Aude. Początkowo płynie na północ, lecz w okolicach miejscowości Puilaurens zmienia kierunek na wschodni. Uchodzi do Agly w gminie Saint-Paul-de-Fenouillet. 
Boulzane płynie na terenie 5 gmin w dwóch departamentach: 
- Aude: Montfort-sur-Boulzane (źródło), Gincla, Puilaurens
- Pireneje Wschodnie: Caudiès-de-Fenouillèdes, Saint-Paul-de-Fenouillet (ujście)

## Dopływy
Boulzane ma 13 opisanych dopływów. Są to:
- Ruisseau de la Groseille
- Ruisseau del Gril
- Ruisseau de Las Peyros
- Ruisseau des Escoumeilles
- Ruisseau de Rambergue
- Ruisseau de la Rivierette
- Ruisseau du Col de Tulla
- Ruisseau de Faussivre
- Ruisseau de Roque Brune
- Ruisseau du Moulin
- Ruisseau du Magnat
- Ruisseau de Saint-Jaume
- Ruisseau du Rieu Tort